# Josef Podola
Josef Podola též Józef Podola (20. září 1933, Třinec – 31. prosince 2019) byl hudebník, dirigent, skladatel a činovník evangelických církví a polských organizací na Těšínsku. Působil v České republice, byl polské národnosti.
Od roku 1951 působil jako sekretář sboru SCEAV v Třinci; od roku 1967 do roku 1992 jako vedoucí kanceláře Církevní rady Slezské církve evang. a. v.
Hru na varhany a kompozici studoval u Karola Hławiczky, dirigování u Karola Wronky.
V roce 1960 založil vokální soubor KWINTET, který řídil až do roku 1976.
Je autorem melodií ke slezské evangelické liturgii, roku 1961 připravil s Evaldem Krygelem k vydání Chorálník k evangelickému kancionálu Slezské církve evangelické a. v., samostatně pak téhož roku i Choralnik czyli zbiór melodii do pieśni kancjonału używanego w Śląskim Kościele Ew. A. W.
S manželkou Annou (rozenou Turoňovou) měl tři dcery.